# Список навколоземних астероїдів

Траєкторія астероїда 2004 FH під час його макисмального зближення з Землею.

У цьому списку наведено навколоземні астероїди.
Ці астероїди поділені на три умовні групи за параметрами своєї орбіти:
1. Група Атона — велика піввісь менше 1 а. о., а відстань від Сонця в афелії не менше 0,983 а. о.
2. Група Аполлона — велика піввісь більша за 1 а. о., а відстань від Сонця в перигелії не перевищує 1,017 а. о.
3. Група Амура — велика піввісь більша за 1 а. о., а відстань від Сонця в перигелії від 1,017 до 1,3 а. о.

В окрему групу виділяють потенційно небезпечні астероїди.
Наявність астероїда в списку ще не означає його потенційну небезпеку для нашої планети. Такий, на перший погляд, парадокс виникає тому, що орбіти астероїдів мають різний нахил і навіть якщо її проєкція перетинає орбіту Землі, мінімальна відстань між астероїдом і нашою планетою може перевищувати кілька мільйонів кілометрів. Тому потенційно небезпечними вважають лише ті космічні об'єкти, для яких мінімальна відстань до орбіти Землі становить менше 0,05 а. о., а стандартна зоряна величина — менше 22.
Однак навіть перебування у списку потенційно небезпечних астероїдів не означає, що астероїд зіткнеться із Землею. Натомість це означає, що існує певна ймовірність такої події, однак дуже складно спрогнозувати орбіту астероїда на проміжку часу понад 100 років через гравітаційні збурення планет та хаотичні зіткнення з іншими малими тілами.

## Список

Зближення астероїда 2004 FH з Землею у березні 2004 року. Інший об'єкт, який пролітає повз, — це штучний супутник. Зображення були зроблені Стефано Спосетті, а композицію зробив Рауль Беренд з Женевської обсерваторії.

- 1566 Ікар
- 1620 Географ
- 1685 Торо
- 1862 Аполлон
- 1863 Антіной
- 1864 Дедал
- 1865 Цербер
- 1866 Сізіф
- 1981 Мідас
- 2016 NL56
- 2062 Атон
- 2063 Бахус
- 2100 Ра-Шалом
- 2101 Адоніс
- 2102 Тантал
- 2135 Аристей
- 2201 Ольято
- 2212 Гефест
- 2329 Orthos
- 2340 Хатхор
- 3103 Егер
- 3200 Фаетон
- 3360 Сірінга
- 3361 Орфей
- 3362 Хуфу
- 3554 Амон
- 3671 Діоніс
- 3752 Камілло
- 3753 Круїтні
- 3838 Епона
- 4015 Вілсон — Гаррінгтон
- 4034 Вішну
- 4179 Тоутатіс
- 4183 Куно
- 4197 Морфей
- 4257 Убасті
- 4341 Посейдон
- 4450 Пан
- 4486 Мітра
- 4544 Ксанф
- 4581 Асклепій
- 4660 Нерей
- 4769 Касталія
- (4953) 1990 MU
- 5011 Птах
- (5131) 1990 BG
- 5143 Геракл
- (5189) 1990 UQ
- 5381 Сехмет
- (5496) 1973 NA
- (5590) 1990 VA
- (5604) 1992 FE
- (5645) 1990 SP
- (5660) 1974 MA
- (5693) 1993 EA
- 5731 Зевс
- 5786 Талос
- (5828) 1991 AM
- (6037) 1988 EG
- (6047) 1991 TB1
- (6053) 1993 BW3
- 6063 Джейсон
- 6239 Мінос
- (6455) 1992 HE
- 6489 Голевка
- (6611) 1993 VW
- (7025) 1993 QA
- 7092 Кадмус
- (7335) 1989 JA
- (7341) 1991 VK
- (7350) 1993 VA
- (7482) 1994 PC1
- (7753) 1988 XB
- (7822) 1991 CS
- (7888) 1993 UC
- (7889) 1994 LX
- (8014) 1990 MF
- (8035) 1992 TB
- (8176) 1991 WA
- (8201) 1994 AH2
- (8507) 1991 CB1
- (8566) 1996 EN
- (9058) 1992 JB
- 9162 Квііла
- (9202) 1993 PB
- (9856) 1991 EE
- (10115) 1992 SK
- (10145) 1994 CK1
- (10165) 1995 BL2
- 10563 Іздубар
- (10636) 1998 QK56
- 11066 Сігурд
- 11311 Плезіус
- (11405) 1999 CV3
- 11500 Томайовіт
- 11885 Сумман
- (12538) 1998 OH
- 12711 Такміт
- 12923 Зефір
- (13651) 1997 BR
- 14827 Гіпноз
- (16816) 1997 UF9
- (16834) 1997 WU22
- (16960) 1998 QS52
- (17181) 1999 UM3
- (17182) 1999 VU
- (17188) 1999 WC2
- (17511) 1992 QN
- (20236) 1998 BZ7
- (20425) 1998 VD35
- (20429) 1998 YN1
- (20826) 2000 UV13
- (22099) 2000 EX106
- (22753) 1998 WT
- (22771) 1999 CU3
- (23187) 2000 PN9
- (24443) 2000 OG
- (24445) 2000 PM8
- 24761 Ахау
- 25143 Ітокава
- (25330) 1999 KV4
- (26379) 1999 HZ1
- (26663) 2000 XK47
- (27002) 1998 DV9
- (29075) 1950 DA
- (30825) 1990 TG1
- (30997) 1995 UO5
- (31662) 1999 HP11
- (31669) 1999 JT6
- (33342) 1998 WT24
- (35107) 1991 VH
- (35396) 1997 XF11
- (35670) 1998 SU27
- (36236) 1999 VV
- (36284) 2000 DM8
- (37638) 1993 VB
- 37655 Іллапа
- 38086 Беовульф
- (38239) 1999 OR3
- (40267) 1999 GJ4
- (41429) 2000 GE2
- (42286) 2001 TN41
- (52340) 1992 SY
- (52750) 1998 KK17
- (52760) 1998 ML14
- (52762) 1998 MT24
- (53319) 1999 JM8
- (53409) 1999 LU7
- (53426) 1999 SL5
- (53429) 1999 TF5
- (53550) 2000 BF19
- (53789) 2000 ED104
- 54509 YORP
- (55408) 2001 TC2
- (55532) 2001 WG2
- (65679) 1989 UQ
- (65690) 1991 DG
- (65717) 1993 BX3
- (65733) 1993 PC
- 65803 Дідим
- (65909) 1998 FH12
- (66008) 1998 QH2
- (66063) 1998 RO1
- (66146) 1998 TU3
- (66253) 1999 GT3
- 66391 Мошуп
- (66400) 1999 LT7
- (67381) 2000 OL8
- (67399) 2000 PJ6
- (68216) 2001 CV26
- (68267) 2001 EA16
- (68346) 2001 KZ66
- (68347) 2001 KB67
- (68348) 2001 LO7
- (68372) 2001 PM9
- (68548) 2001 XR31
- (68950) 2002 QF15
- 69230 Гермес
- (85182) 1991 AQ
- (85236) 1993 KH
- 85585 Мйольнір
- (85640) 1998 OX4
- (85713) 1998 SS49
- (85770) 1998 UP1
- (85774) 1998 UT18
- (85818) 1998 XM4
- (85938) 1999 DJ4
- (85953) 1999 FK21
- (85989) 1999 JD6
- (85990) 1999 JV6
- (86039) 1999 NC43
- (86450) 2000 CK33
- (86666) 2000 FL10
- (86667) 2000 FO10
- (86819) 2000 GK137
- (86829) 2000 GR146
- (86878) 2000 HD24
- (87024) 2000 JS66
- (87025) 2000 JT66
- (87309) 2000 QP
- (87311) 2000 QJ1
- (87684) 2000 SY2
- (88213) 2001 AF2
- (88254) 2001 FM129
- (88710) 2001 SL9
- (88959) 2001 TZ44
- (89136) 2001 US16
- (89958) 2002 LY45
- (89959) 2002 NT7
- (90075) 2002 VU94
- (90147) 2002 YK14
- (90367) 2003 LC5
- (90403) 2003 YE45
- (90416) 2003 YK118
- 99942 Апофіс
- (136617) 1994 CC
- (153591) 2001 SN263
- 367943 Дуенде
- (374158) 2004 UL
- (386454) 2008 XM
- (394130) 2006 HY51
- (410777) 2009 FD
- (518635) 2008 HO3
- (524522) 2002 VE68
- 2005 HC4
- 2008 FF5
- 2012 XE133
- 2013 ND15